# Jeyson Rojas
Jeyson Alejandro Rojas Orellana (ur. 23 stycznia 2002 w San Javier) – chilijski piłkarz występujący na pozycji prawego obrońcy, reprezentant Chile, od 2020 roku zawodnik Colo-Colo.